# Dinwiddie Colored Quartet
Das Dinwiddie Colored Quartet, auch bekannt als Dinwiddie Quartet oder Dinwiddie Quartette, war ein afroamerikanisches Gesangsquartett.

## Geschichte
Die Gruppe wurde 1898 als ein sogenanntes „Jubilee Quartet“ gegründet, ein auf die harmonische Darbietung von Spirituals spezialisiertes Gesangsensemble. Unter dem ursprünglichen Namen „Dinwiddie Quartet“ sammelte die Gruppe Geld für die „Dinwiddie Normal and Industrial School“ in Dinwiddie County, Virginia. Um 1902 herum löste sich die Gruppe von der Schule und ging mit einer Vaudeville-Revue auf Tour.
Am 29. und 31. Oktober 1902 nahmen sie als „Dinwiddie Colored Quartet“ sechs Titel für die Victor Talking Machine Company auf: Down On The Old Camp Ground, Poor Mourner, Gabriel’s Trumpet, My Way Is Cloudy, We’ll Anchor Bye-And-Bye und Steal Away. Alle sechs Aufnahmen sind bis heute erhalten.
Das Dinwiddie Quartet war wahrscheinlich das erste schwarze Vokalquartett, das Schallplattenaufnahmen machte. Es gab jedoch schon frühere Aufnahmen (Dezember 1890) eines anderen schwarzen Vokalquartetts, des „Unique Quartette“, auf Wachszylindern.
Das Dinwiddie Colored Quartet löste sich vermutlich 1904 auf.